# Psychotria fosteri
Psychotria fosteri är en måreväxtart som beskrevs av Clement W. Hamilton. Psychotria fosteri ingår i släktet Psychotria och familjen måreväxter. Inga underarter finns listade i Catalogue of Life.